# Mnium dozyanum
Mnium dozyanum là một loài Rêu trong họ Mniaceae. Loài này được (Sande Lac.) Müll. Hal. mô tả khoa học đầu tiên năm 1900.